# Severus Snape
Severus Tobias Snape là một nhân vật hư cấu trong bộ truyện Harry Potter của J. K. Rowling. Ông là một thuật sĩ đặc biệt có tay nghề cao, người có vẻ ngoài châm biếm, kiểm soát che giấu những cảm xúc sâu sắc và nỗi thống khổ. Là một Giáo sư tại Trường Phù thủy và Pháp sư Hogwarts, Snape thù địch với Harry do có nét giống với cha mình là James Potter (nhưng thật ra Snape đang bảo vệ Harry khỏi chúa tể hắc ám Voldemort). Theo bộ truyện, James đã bắt nạt Snape trong thời gian họ cùng nhau ở trường Hogwarts.
Khi bộ phim tiếp tục phát triển, nhân vật của Snape trở nên phân tầng và bí ẩn hơn. Một bí ẩn trung tâm được làm sáng tỏ liên quan đến lòng trung thành của ông. Snape chết dưới tay của Chúa tể Voldemort trong cuốn sách thứ bảy, lúc này câu chuyện sau lưng của ông được tiết lộ. Bất chấp sức hút của ông với Nghệ thuật Hắc ám và tư tưởng của Voldemort về quyền tối cao phù thủy, tình yêu của Snape dành cho Lily Evans sinh ra ở Muggle, mẹ của Harry, cuối cùng đã khiến ông phải đào tẩu khỏi Tử thần Thực tử. Sau đó ông trở thành điệp viên hai mang cho Albus Dumbledore và Hội Phượng hoàng. Việc Lily chọn James Potter, cha của Harry, chỉ làm tăng thêm sự thù địch của Snape đối với Harry.
Nhân vật của Snape đã được đông đảo độc giả và các nhà phê bình hoan nghênh. Rowling mô tả anh ta là "một món quà của một nhân vật" mà câu chuyện mà cô đã biết từ cuốn sách đầu tiên. Elizabeth Hand của The Washington Post giải thích rằng cuộc đời của Snape "là cuộc đời đau lòng, đáng ngạc nhiên và hài lòng nhất trong tất cả những thành tựu của Rowling". Nam diễn viên Alan Rickman đã đóng vai Snape trong cả tám bộ phim Harry Potter, phát hành từ năm 2001 đến năm 2011.

## Ý nghĩa tên
Tác giả J. K. Rowling tiết lộ bà chọn tên của nhân vật này là Severus vì trong tiếng Latin từ này có nghĩ là "nghiêm khắc", "khô cứng", và đồng thời rút ra từ tên của hoàng đế La Mã Lucius Septimius Severus. Họ của nhân vật, Snape, lấy theo tên một ngôi làng ở hạt Suffolk, Vương quốc Liên hiệp Anh và Bắc Ireland.
 Thời còn học ở Hogwarts, ông được Lily Evans gọi với cái tên họ nói tắt là "Sev". James Potter gọi một cách đầy ác ý là "Snivellus". Và "Half-blood Prince" ("Hoàng Tử Lai") là biệt danh tự xưng của ông thể hiện dòng máu đang chảy trong người ông và tên thời con gái của mẹ ông.
Rowling cho biết bà xây dựng nhân vật Snape theo hình ảnh của một giáo viên mà bà không hề thích khi còn đi học. Snape được miêu tả là một giáo viên khủng khiếp "điều duy nhất mà ông ấy có thể làm tốt hơn cả đó là bắt nạt tất cả các học sinh". Và người ta tin rằng đó là hình ảnh của John Nettleship, vị thầy giáo dạy môn hóa học thời nhỏ của bà ở trường Wyedean gần Chepstow.

## Tiểu sử

### Gia đình
Sinh ngày 09 tháng 1 năm 1960 trong một gia đình nghèo.
 Mất ngày 02 tháng 5 năm 1998 trong cuộc chiến cuối cùng ở Hogwarts (do Voldemort nghĩ rằng Snape là chủ nhân của cây đũa cơm nguội và Voldemort biết rằng nếu dùng chính cái cây đũa cơm nguội để giết chủ nhân thực sự thì sẽ bị phản một lời nguyền khác, vì thế ông đã sử dụng con rắn là trường sinh linh giá để giết Snape)

Cha: Tobias Snape, một Muggle. 

Mẹ: Eileen Prince, một nữ phù thủy nên ông tự xem mình là một Hoàng tử nửa lai (Half-Blood-Prince). Bằng chức cho việc cậu chọn cái mật danh Hoàng Tử Lai dành cho mình bởi vì cậu đã thích dòng họ Prince của mình hơn là dòng họ Muggle.

Gia đình Snape sống ở Đường bàn xoay (Spinner's End), gần nhà Lily, đó là một khu phố tồi tàn, bẩn thỉu, nằm gần một khu công nghiệp đã đóng cửa phía Bắc nước Anh. Lúc còn nhỏ, Snape luôn xuất hiện trong một bộ dạng lôi thôi, nhếch nhác hết chỗ nói. Cha mẹ ông dành phần lớn thời gian để cãi nhau hơn là chăn sóc cho Snape. Vì vậy ông rất háo hức mong chờ cái ngày được rời khỏi nhà để đến học ở Hogwarts.

### Nghề nghiệp
Tốt nghiệp Hogwarts khóa: 1971-1978. 

Nhà: Slytherin
- 1981: Trở thành Giáo sư môn Độc Dược.
- 1991: Chủ nhiệm nhà Slytherin.
- 1997: Hiệu trưởng trường đào tạo Phù thủy và Pháp sư Hogwarts.

Tổ chức tham gia: Tử Thần Thực Tử, Hội Phượng Hoàng.

### Nhân dạng
Ấn tượng đầu tiên của Harry đối với ông là vị giáo sư có nét gì đó hiểm ác với chiếc mũi khoằm vĩ đại, làn da nhợt nhạt và hàm răng vàng ởn, không đều. Mái tóc đen nhờn bóng dài chấm vai, càng làm tăng thêm mức độ u ám trong cái tia nhìn lạnh lẽo phát ra từ đôi mắt đen trên gương mặt của ông. Bên cánh tay trái là hình ảnh mờ nhạt của dấu hiệu Hắc Ám. Dáng người cao gầy ẩn trong chiếc áo choàng đen, khiến người khác liên tưởng đến "một con dơi già quá khổ".
- Lúc 9 tuổi: "gầy giơ xương. Mái tóc đen, dài khi nào cũng bẩn thỉu, nhơ nhớp và quần áo thì ngó trông không được sạch sẽ cho lắm: một chiếc quần Jeans ngắn cũn cỡn, còn áo thì như thể đã từng thuộc về một người trưởng thành, rộng thùng thình như áo của bà đẻ".
- Snape thiếu niên cũng vẫn "mảnh mai, vàng vọt, giống như một cái cây trồng trong bóng tối. Mái tóc đen, dài và rũ thẳng, đầy dầu mỡ".
- Một giáo sư với "mái tóc đen nhờn, cái mũi nối và làn da xanh xao, nhợt nhạt".
- "Đôi mắt đen như mắt Hagrid nhưng không ấm áp như của Hagrid. Chúng luôn lạnh lẽo, khiến người ta liên tưởng đến những đường hầm tăm tối".

Trong tranh minh họa của Mary GrandPré phiên bản ở Mỹ, tập Harry Potter và tên tù nhân ngục Azkaban và tập Harry Potter và Hội Phượng Hoàng, Snape được mô tả như là một lão giáo sư đầu sắp hói với chòm râu dê nhưng ở trong tập Harry Potter và Hoàng tử lai, Snape lại được mô tả là một người có mái tóc đen dài.

### Tính cách
Dù sau này, sự thật và bí mật của Severus Snape khiến người trong và cả ngoài truyện cảm động đến thế nào thì cũng không thể phủ nhận, ông thật sự là cơn ác mộng với Harry Potter và các bạn cậu khi còn ở trường Hogwarts. Không chỉ là người thầy khó tính, khó hiểu, hay bắt bẻ mà ông còn thể hiện rõ bộ mặt thích "hành hạ" những học sinh của mình. Đặc biệt, hành động của ông làm tổn thương đến lòng tự trọng của Neville là khó có thể chấp nhận được. Một người thầy như Severus Snape sẽ càng khiến học sinh cảm thấy áp lực, sợ hãi và mệt mỏi.
Xuyên suốt bộ tiểu thuyết, Snape được miêu tả là một thầy giáo nhẫn tâm, tính toán, ích kỉ, cực kì chính xác, tỉ mỉ, luôn tìm cách mỉa mai đối với những đứa học trò mà ông không thích và còn là một người mang nặng nhiều nỗi đắng cay. Ông cực kì ghét Harry và luôn tìm cách lăng mạ cậu ấy, đúng như cái cách mà cha của cậu ấy, James Potter đã từng đối xử với ông khi họ còn học chung với nhau ở trường. Đặc biệt, James và Sirius thường xuyên tìm cách bắt nạt Snape mỗi khi có cơ hội và theo như Alan Rickman, đó chính là nguyên nhân khiến cho cậu bé Snape luôn cảm thấy cô đơn và muốn giam mình trong cái vỏ ốc của cậu. Rowling đã mô tả Snape là một đứa trẻ luôn cảm thấy không an toàn và dễ bị tổn thương.

Mặt khác, Snape trưởng thành luôn là một người quyết đoán và tự tin vào khả năng của ông, tin tưởng bản thân ông một cách tuyệt đối. Đạo diễn David Yates đã nhận xét Snape là một nhân vật luôn có vẻ ngoài nghiêm trang, khó đoán và đầy quyền uy. Ông luôn giữ được một thái độ bình tĩnh, hiếm khi nào ông nhiều lời hay tỏ ra vội vàng, hấp tấp. Ngoại trừ một vài lần Harry thấy ông tranh cãi với Sirius hay những lúc bị cáo buộc là hèn nhát. Ông luôn nghĩ rằng những kẻ không biết kiềm chế được cảm xúc thì luôn là những kẻ yếu đuối.

Và giống như một số thành viên ưu tú của nhà Slytherin, Snape đã tỏ ra là một phù thủy thông minh và vô cùng khôn ngoan. Ông rất lanh trí và có một niềm đam mê vào nghiên cứu nghệ thuật Hắc Ám.

Bản chất thật sự của Snape là một bí ẩn xuyên suốt bộ truyện và chỉ được giải đáp ở phần cuối cùng của bộ truyện.
 
Trong một cuộc phỏng vấn, bà Rowling còn cho biết thêm Snape vô cùng dũng cảm và khi được hỏi bà có coi Snape là một anh hùng hay không thì Rowling trả lời: "Có, dĩ nhiên là có. Mặc dù Snape là một nhân vật phản diện. Và ông ấy cũng không phải là một người đàn ông đặc biệt theo nhiều cách. Ông lại tỏ ra khá tàn nhẫn, cay nghiệt, một kẻ luôn bắt nạt, khó hiểu với nhiều nỗi cay đắng, xót xa nhưng ông đã yêu, tin tưởng vào tình yêu của mình và đặt cả cuộc sống vào đó. Đó là một người anh hùng thật sự." Trong phần cuối, giáo sư Dumbledore cho rằng "đôi khi chúng ta đã phân loại quá sớm" khi đề cập tới Snape.

### Tài năng
Ông là một pháp sư rất cao tay và khi còn là đi học, ông luôn là một học sinh xuất sắc. Ông có tài năng về pha chế Độc dược và một niềm đam mê đối với nghệ thuật Hắc Ám. Theo lời kể của Sirius Black thì ngay năm học thứ nhất, Snape đã chế và biết vô cùng những bùa chú và lời nguyền. Ông luôn thử những công thức pha chế mới và cải tiến sách giáo khoa khi còn ở thời học sinh. Sau này, quyển sách đó đã được thấy bởi Harry Potter.
Ông sáng chế ra nhiều câu thần chú mới, khá nổi tiếng và tàn nhẫn, từ Khinh thân (Levicorpus) đến thần chú hóa giải nó (Liberacorpus) và nguy hiểm hơn là Cắt sâu mãi mãi (Sectumsempra). Snape đã sử dụng câu thần chú này khi còn là học sinh và trong trận chiến ở tập cuối của bộ truyện. Mặc dù Sectumsempra có sức mạnh chết người nhưng Snape cũng luôn chữa lành được các vết thương do nó gây ra. Từ sự hiểu biết rộng lớn về nghệ thuật Hắc Ám, Snape trở thành một tay lão luyện trong việc sử dụng cũng như chữa lành những thứ do các lời nguyền của Nghệ thuật Hắc ám gây ra.
Snape còn là một trong số ít pháp sư sử dụng thành thạo phép Chiết tâm Trí thuật (Legilimency) và đặc biệt là phép Bế quan Bí thuật (Occlumency), 2 phép này giúp Snape có thể vừa đồng thời thâm nhập vào tâm trí của người khác vừa bảo vệ được những ý nghĩ riêng của mình. Thật vậy, mặc dù Snape không hề quan tâm đến cách hành xử của Harry khi thâm nhập vào trí não của cậu nhưng cậu cực kì không thoải mái khi ông thầy dạy Độc dược của mình có thể "đọc được tâm trí". Cũng chính nhờ vào tài năng của mình mà Snape đã qua mặt được Chúa tể Voldemort, kẻ luôn tự mãn mình là bậc kì tài trong việc điều khiển tâm trí của kẻ khác.
Theo Rowling, Snape là Tử Thần Thực Tử duy nhất tạo ra được một Thần Hộ mệnh hoàn hảo, giống như của Lily Evans, là một con hươu cái (bởi vì ông đã yêu Lily gần như trọn cả đời, từ khi họ còn là trẻ con).
Snape còn là một tài năng trong các cuộc đấu tay đôi. Một nhóm giáo sư, bao gồm cả cựu vô địch đấu tay đôi, giáo sư Filius Flitwick, đã tranh luận, nếu có thể, trong một thời gian ngắn, Snape sẽ đánh bại các đối thủ của ông. Giáo sư Minerva McGonagall còn ngụ ý rằng Snape đã học được cách bay mà không cần sử dụng chổi, một kĩ năng hiếm có trước đây mà chỉ có Voldemort mới biết.

### Lòng trung thành
Lòng trung thành của Snape là một câu hỏi lớn trong hàng loạt các sự kiện xảy ra và được sáng tỏ hoàn toàn ở tập cuối cùng. Mặc dù năm cuốn tiểu thuyết đầu tiên mô tả về Snape rất không công bằng và luôn đầy lòng thù hận với Harry cùng bạn bè của cậu. Nhưng cuối cùng ông vẫn giúp đỡ và bảo vệ họ khỏi mọi nguy hiểm. Một vài người luôn tỏ ra nghi ngờ lòng trung thành của Snape nhưng cụ Dumbledore hoàn toàn tin tưởng ông. Trong Harry Potter và Hoàng tử Lai, ở chương II, Snape khẳng định ông đang làm việc cho Voldemort và chỉ giả vờ phục tùng cụ Dumbledore để lấy lòng tin của Voldemort. Và việc xuống tay sát hại cụ vào chương cuối của cuốn truyện đã củng cố địa vị thêm vững chắc của Snape trong lực lượng Hắc ám của Voldemort. Rowling vẫn duy trì ấn tượng này trong các chương đầu của cuốn tiểu thuyết thứ bảy. Tuy nhiên, đến đoạn cao trào của cuốn sách, trước khi chết do nhát cắn của con rắn Nagini, Snape đã yêu cầu Harry hứng giọt nuóc mắt của mình vào chậu tự kí vì ông không còn nhiều phút để nói với Harry về chuyện đó nữa. Ông cho biết ông đã là người của cụ Dumbledore từ rất lâu. Lòng trung thành mãnh liệt của Snape xuất phát từ tình yêu say mê đến chết đối với người bạn gái từ thời thơ ấu, Lily Evans, mẹ của Harry Potter.

## Vai trò trong bộ truyện

### Harry Potter và Hòn đá phù thủy
Snape xuất hiện lần đầu tiên ở tập này, ngay khi Harry nhập học trường Hogwarts. Ông là giáo sư dạy môn Độc dược, mặc dù có tin đồn rằng ông khát khao được dạy môn Phòng chống Nghệ thuật Hắc Ám. Ông nhanh chóng trở thành "kẻ thù đặc biệt nguy hiểm" của Harry ở trường Hogwarts. Harry nghi ngờ Snape đang âm mưu đánh cắp hòn đá phù thủy nên cố tìm cách giết cho được ông. Mọi bí mật được hé lộ rằng chính giáo sư Quirrell mới là kẻ thù thực sự. Hắn âm mưu ăn cắp hòn đá theo lệnh của Voldemort. Snape nghi ngờ, tra hỏi và tìm cách ngăn chặn hắn. Trong chương cuối của tập này, cụ Dumbledore đã nói rằng vì Snape đã từng được James, cha của Harry cứu nên Snape nghĩ ông có trách nhiệm phải làm cái gì đó khi Harry đang ở đây. Và mặc dù vai trò thực sự của Quirrell được tiết lộ, Harry vẫn giữ ý nghi ngờ và oán hận Snape. Mối quan hệ của 2 người ngày càng căng thẳng. Với tính cách của ông, Snape cũng chẳng hề thay đổi cách đối xử với Harry.

### Harry Potter và Phòng chứa bí mật
Ở tập này, Snape có một vai trò phụ là giúp đỡ giáo sư Gilderoy Lockhart tổ chức một "Câu lạc bộ đấu tay đôi". Tại đây, Harry đã học được thần chú Tước khí giới (Expelliarmus) từ ông, 1 câu thần chú rất hữu ích sau này đối với Harry, thậm chí nó còn cứu được cả mạng sống của cậu.

### Harry Potter và tên tù nhân ngục Azkaban
Trong tập này, Snape đã chứng tỏ tài năng của mình khi pha chế ra lang dược (Wolfbane) vô cùng phức tạp cho vị giáo sư mới môn Phòng chống Nghệ thuật Hắc Ám, Remus Lupin. Snape đã nghi ngờ Lupin giúp đỡ cho Sirius Black đột nhập vào lâu đài Hogwarts. Sirius là một tù nhân vừa đào thoát từ ngục Azkaban, ông bị khép án vì tội giết 12 mạng Muggles và 1 pháp sư (tuy nhiên, ông bị oan và tình tiết được tiết lộ ngay sau đó). Sự nghi ngại đó bắt nguồn từ việc Lupin và Sirius là bạn chí thân của James Potter, kẻ thù không đội trời chung của Snape. Ở phần cao trào của tập này, Snape đã cố bắt trói cho bằng được Sirius nhưng với sự trợ giúp bất ngờ của Harry, ông đã bị đánh bại và ngất xỉu. Và chính ông cũng tung hê cho cả trường biết giáo sư Lupin là người sói, khiến cho thầy buộc phải từ chức.
Tập này cũng nói rõ hơn về mối liên hệ của Snape và James Potter. Khi còn đi học, Sirius đã 1 lần lừa Snape bước vào căn Lều Hét, nơi Lupin đến mọi lần vào đêm trăng tròn khi chuẩn bị biến thành người sói. Nhưng may mắn là James ý thức được sự nguy hiểm và đã kịp thời ngăn cản Snape. Đó chính là việc mà cụ Dumbledore đã nhắc đến ở phần cuối của tập 1: Snape nợ ba Harry. Tuy nhiên, Snape đã nói rằng đó chỉ là hành động tự bào chữa lỗi lầm, tránh khỏi bị đuổi học nếu có người phát hiện ra James mà thôi.

### Harry Potter và Chiếc cốc lửa
Vai trò của Snape ở tập này cũng không đáng kể. Snape ngày càng ghét cay ghét đắng Harry và việc Harry có tên trong cuộc thi Tam Pháp Thuật khiến lòng ông càng điên tiết. Ông đe dọa là sẽ bắt Harry uống Chân dược (thuốc nói sự thật) vì nghi cậu ăn cắp độc dược quý của mình. Trong một lần vô tình lọt vào trong cái chậu Tưởng ký của giáo sư Dumbledore, Harry đã nhìn thấy một Tử Thần Thực Tử đang bị kết án tên là Igor Karkaroff nhắc đến tên Snape cáo buộc ông là 1 người cũng như hắn, nhằm thoát tội trạng của mình. Nhưng cụ Dumbledore đã lên tiếng bào chữa cho Snape, cụ nhắc đến lòng trung thành của ông và cho biết Snape đã quay về với chính nghĩa trước khi Voldemort sụp đổ, trở thành gián điệp và chống lại hắn. Harry có hỏi cụ Dumbledore về việc đó nhưng cụ đã từ chối và nói rằng "đó là vấn đề giữa giáo sư Snape và bản thân mình". 
Ở phần cuối của cuốn sách, Snape đã cố thuyết phục Bộ trưởng Bộ Pháp Thuật, Cornelius Fudge, rằng Voldemort đã trở lại. Snape đưa ra bằng chứng rõ ràng nhất nằm trên cánh tay trái của mình, dấu hiệu Hắc Ám đang bỏng rát và trở nên rõ ràng một cách đáng sợ. Sau đó, Snape lên đường thực hiện nhiệm vụ bí mật mà cụ Dumbledore đã giao phó.

### Harry Potter và Hội Phượng Hoàng
Trong cuốn tiểu thuyết thứ 5 này, Snape có vai trò nổi bật hơn. Khi Voldemort đã quay lại với 1 thân thể quyền lực, Snape tiếp tục làm gián điệp cho cụ Dumbledore. Ông là thành viên của Hội Phượng Hoàng, trụ sở ở số 12, Grimmauld. Tại đây, Snape và Sirius, người kế thừa ngôi nhà này đến nay vẫn đang còn ẩn thân vì bị truy lùng gắt gao, thường xuyên đối đầu. Snape chế giễu Sirius suốt ngày cứ chui rúc một xó, chẳng làm được cái tích sự gì cho hội. Điều này khiến Sirius rất bực bội, phiền lòng và theo Harry nhận xét thì sẽ khiến chú Sirius trở nên liều lĩnh trong mọi việc. Quay lại trường, Snape vẫn tiếp tục công việc của ông, dạy Độc dược và đàn áp Harry bất cứ khi nào có cơ hội.
Ở tập này, cụ Dumbledore đã nhờ Snape dạy cho Harry môn Bế quan bí thuật (Occlumency), bảo vệ tâm trí tránh những xâm nhập từ bên ngoài. Những buổi học diễn ra trong sự thù hằn, đối địch của 2 bên và kết thúc sớm khi Harry lại tình cờ xem được 1 đoạn ký ức về thời đi học của Snape trong chậu Tưởng ký của cụ Dumbledore mà chưa có sự cho phép. Harry thấy Snape đang bị James và Sirius bắt nạt. Lily Evans đứng ra bênh vực khiến Snape tức giận và gọi cô là "Máu bùn". Chỉ trong tập cuối cùng của bộ tiểu thuyết mới tiết lộ Snape và Lily là 1 người bạn thân từ thời thơ ấu.
Gần cuối của tập này, Harry đã đưa ra những lời cảnh báo khó hiểu với Snape về Sirius với các thành viên khác trong hội, khi bị giáo sư Dolores Umbridge đã bắt và tra hỏi về nơi ẩn náu của cụ Dumbledore. Và Harry 1 lần nữa cho rằng Snape phải có trách nhiệm trong cái chết của Sirius Black, cậu nghĩ chính những lời lẽ cay nghiệt của Snape đã thúc giục chú Sirius chiến đấu.

### Harry Potter và Hoàng tử lai
Trong chương II của tập này, Bellatrix Lestrange và Narcissa Malfoy đã đến nhà của Snape để gặp ông. Draco Malfoy, con trai của Narcissa được chúa tể Voldemort trao 1 nhiệm vụ hết sức khó khăn. Bà ta đã cầu xin Snape và Bellatrix Lestrange bắt ông lập Lời thề Bất khả bội (Unbreakable Vow) rằng ông sẽ bảo vệ Draco, giúp nó hoàn thành nhiệm vụ hoặc sẽ thực hiện nhiệm vụ đó nếu Draco thất bại. Khi Bellatrix hỏi về lòng trung thành của mình, Snape đã khẳng định ông đang tận tâm phục vụ chúa tể Voldemort và giải thích tất cả những hành động của mình. Ngoài ra, Snape nói đã nghĩ rằng việc giả bộ phục tùng Dumbledore chỉ là cái cớ giúp cho ông tránh xa được ngục Azkaban và được tự do để thay mặt Voldemort làm những việc mà hắn muốn.
Bắt đầu năm học mới, cụ Dumbledore tuyên bố bổ nhiệm Snape làm giáo sư dạy môn Phòng chống Nghệ thuật Hắc Ám. Còn thay thế vị trí của Snape là 1 vị giáo sư già, bạn của cụ Dumbledore nay đã nghỉ hưu, Horace Slughorn. Giáo sư Slughorn cho Harry mượn 1 cuốn sách giáo khoa cũ. Trong sách ghi chi chít những câu thần chú, lời nguyền, các bước cải tiến pha chế độc dược của 1 học sinh nào trước đó. Bìa của cuốn sách có ghi "Cuốn sách này là tài sản của Hoàng tử lai". Harry đã làm theo những ghi chú đó và thu lại những hiệu quả không ngờ tới, thật sự rất gây ấn tượng với giáo sư Slughorn, khiến Harry trở thành học sinh giỏi nhất lớp Độc dược. Snape nghi ngờ và ông đã nói rằng mình chưa hề ấn tượng rằng Harry hiểu hết những gì ông dạy.
Đến lần đối đầu với Draco trong nhà vệ sinh, Harry đã sử dụng một trong số những câu thần chú (Sectumsempra) ghi trên cuốn sách được chú thích "dành cho kẻ thù", gây ra 1 vết cắt sâu ngang ngực Draco. Snape đã kịp thời có mặt và cầm máu cho Draco. Để trừng phạt Harry, Snape đã cấm túc Harry mỗi thứ bảy hàng tuần khiến Harry không thể tham gia vào trận Quidditch cuối cùng của năm.
Trước khi đi cùng với cụ Dumbledore tìm 1 Trường Sinh Linh Giá, Harry đã biết được chính Snape là người đã nghe lỏm được và báo cho Voldemort về lời tiên tri của giáo sư Sybill Trelawney, khiến cho hắn săn đuổi và giết chết cha mẹ cậu. Trước sự giận dữ của Harry, cụ Dumbledore vẫn một mực nói rằng cụ tín nhiệm Snape.
Quay về sau cuộc tìm kiếm, 2 thầy trò đáp xuống tháp Thiên văn. Lúc này cụ Dumbledore đã rất kiệt sức và cụ muốn Harry đi tìm Snape. Bất ngờ Draco xuất hiện cùng với đám Tử Thần Thực Tử để thực hiện nhiệm vụ mà Voldemort đã giao cho: giết Albus Dumbledore. Nhưng Draco không làm được và chính tay Snape đã làm điều đó. Harry chứng kiến toàn bộ sự việc dưới lớp áo tàng hình (trước đó đã bị cụ Dumbledore yểm bùa bất động) và điên cuồng đuổi theo Draco, Snape cùng đám Tử Thần Thực Tử đang bỏ trốn khỏi lâu đài. Snape dễ dàng ngăn chặn tất cả những đòn tấn công của Harry, chế giễu Harry khi cậu chỉ biết nói những câu thần chú bằng lời,khiến người khác dễ dàng nghe thấy và phản đòn. Ngay trong cuộc đối đầu này, Snape đã tiết lộ, ông chính là Hoàng tử lai. Sau đó Snape đã bỏ đi cùng với Draco và đám Tử Thần Thực Tử.

### Harry Potter và Bảo bối Tử thần
Trong tập này, Snape đã trở thành Hiệu trưởng trường Hogwarts và 2 Tử Thần Thực Tử là Alecto và Amycus Carrow được bổ nhiệm là những giáo viên môn Phòng chống Nghệ thuật Hắc ám của Hogwarts. Ông đã sử dụng quyền hiệu trưởng của mình để bảo vệ các học sinh của mình. Harry, Ron, Hermione không đến trường năm này mà lên đường tìm những Trường Sinh Linh Giá theo mong muốn của cụ Dumbledore trước khi mất. Trong quá trình này có xuất hiện 1 vị Thần Hộ mệnh có hình dạng một con hươu cái dẫn đường cho Harry đến nơi ẩn giấu thanh kiếm của Godric Gryffindor dùng để tiêu diệt các Trường Sinh Linh Giá. Về sau Harry mới biết đó là Thần Hộ mệnh của giáo sư Snape, lấy hình dạng giống như hình dạng thần hộ mệnh của mẹ Harry, vì tình yêu sâu sắc với bà và rằng đó là nhiệm vụ Snape được giao phải đảm bảo Harry được sở hữu hoàn toàn thanh kiếm.
Tới cuối năm học, giáo sư McGonagall, giáo sư Flitwick và giáo sư Sprout đã hợp lực đuổi được Snape ra khỏi trường. Ông được Voldemort triệu tập đến Lều Hét. Hắn sai lầm khi nghĩ Snape là chủ nhân của Cây đũa phép Cơm nguội nên đã sai con rắn Nagini cắn vào cổ Snape, nhằm giết chết ông để trở thành chủ nhân tiếp theo của cây đũa phép. Trước khi chết, Snape đã cố gắng cho Harry tất cả những ký ức bấy lâu nay mà ông đã khéo léo che giấu. Từ thời thơ ấu, Snape và Lily là bạn bè thân thiết với nhau. Khi đến Hogwarts, chiếc Nón phân loại đã sắp xếp 2 người vào Gryffindor và Slytherin. Họ vẫn bồ bịch với nhau vài năm nữa và dần rạn nứt khi Snape bắt đầu mê đắm trong Nghệ thuật Hắc Ám và hoàn toàn chấm dứt trong 1 vụ bắt nạt mà Harry đã thấy ở trong chiếc chậu Tưởng Ký. Tuy 2 người họ đã cắt đứt quan hệ nhưng Snape vẫn yêu Lily vô bờ bến.
Harry thấy Snape tiết lộ lời tiên tri của Sybill Trelawney với Voldemort và hắn đã truy sát gia đình Potter nhằm ngăn chặn cái điều mà lời tiên tri nhắc đến. Mặc dù ông đã yêu cầu Voldemort bỏ qua cho Lily nhưng ông vẫn lo lắng, tìm đến cụ Dumbledore và van xin cụ bảo vệ gia đình Potter. Mọi nỗ lực của Snape vẫn không ngăn được cái chết bi thảm của 2 vợ chồng James. Quá đau đớn với cái chết của người mình yêu, Snape quyết định trở thành gián điệp cho cụ Dumbledore, sử dụng tài năng của mình trong lĩnh vực Bế quan bí thuật mà qua mặt Voldemort, chống lại hắn. 
Tiếp đó ký ức của Snape tiết lộ rằng cụ Dumbledore đã bị ảnh hưởng bởi 1 lời nguyền cổ xưa ếm trên chiếc nhẫn của dòng họ Gaunt, một trong số những Trường Sinh Linh Giá của Voldemort, trước khi bắt đầu năm thứ sáu của Harry. Với vốn hiểu biết về Nghệ thuật Hắc Ám của mình, Snape có thể làm chậm sự lây lan của lời nguyền nhưng cũng chỉ được 1 năm. Cụ Dumbledore biết rằng Voldemort đã giao cho đứa trẻ 16 tuổi Draco Malfoy nhiệm vụ giết mình. Cụ đã yêu cầu Snape làm việc đó thay Draco. Snape rất miễn cưỡng nhưng cuối cùng cũng đồng ý. Ông còn cho Harry xem những cuộc đối thoại giữa ông và cụ Dumbledore để cung cấp thông tin về việc đánh bại Voldemort.

### Hồi kết
19 năm sau khi đánh bại Voldemort, Harry đã lấy tên ông đặt cho đứa con trai thứ hai của mình, Albus Severus Potter. Khi bước vào năm đầu tiên ở trường Hogwarts, Albus đã bày tỏ sự e ngại của mình nếu lỡ bị xếp vô Slytherin. Harry đã nói rằng "Tên con được đặt theo tên của 2 vị hiệu trưởng đáng kính của trường Hogwarts. Và một trong số họ (Snape) thuộc nhà Slytherin và có lẽ ông là người dũng cảm nhất mà cha từng biết".

## Nhân vật Snape và phim
Nhân vật Snape đã xuất hiện trong cả bảy tập phim, do diễn viên người Anh Alan Rickman thủ vai. Ông đã có 1 cuộc nói chuyện với tác giả Rowling về nhân vật này và là một trong số ít các diễn viên trong Harry Potter mà bà chọn để nói về tương lai của các nhân vật khi bộ tiểu thuyết chưa hoàn thành này. "Anh ấy cần phải biết đến tình yêu mà anh ấy dành cho Lily" bà Rowling nói "Anh ấy cần phải hiểu điều này ... những điều cay đắng mà cậu bé Snape đã phải trải qua và động lực sống của cậu.." Rickman đã nói về nhân vật Snape rằng ông là 1 người rất cứng nhắc, phức tạp, tin tưởng vào bản thân và trong 1 cuộc phỏng vấn Rickman đã nói rằng: "Snape là 1 người không hề biết đùa và tôi đang lo sợ cảm giác hài hước của mình bị hạn chế đi rất nhiều ... và trong khả năng của ông, tôi phải nói thêm rằng để đạt được những thành công đó không phải là dễ dàng, nhất là những gì Snape phải trải qua khi nghiên cứu ở Hogwarts" Khả năng diễn xuất của Rickman được các nhà phê bình của Entertainment Weekly đánh giá cao. Và với vai diễn Snape, Rickman được đề cử là diễn viên nổi tiếng nhất năm 2007.
Trong tập 5, Alec Hopkins đã tạo nên một hình tượng mới cho hình ảnh Snape lúc còn là học sinh.

## Khác
Trong cuộc phỏng vấn ngoài trước khi tập 7 chính thức ra mắt, J.K.Rowling đã không tiết lộ nhiều về lòng trung thành của Snape, và nói rằng: "Snape - nếu không trung thành sẽ đáng trách hơn Voldemort - kẻ chưa từng được yêu thương."